# 布奎宫

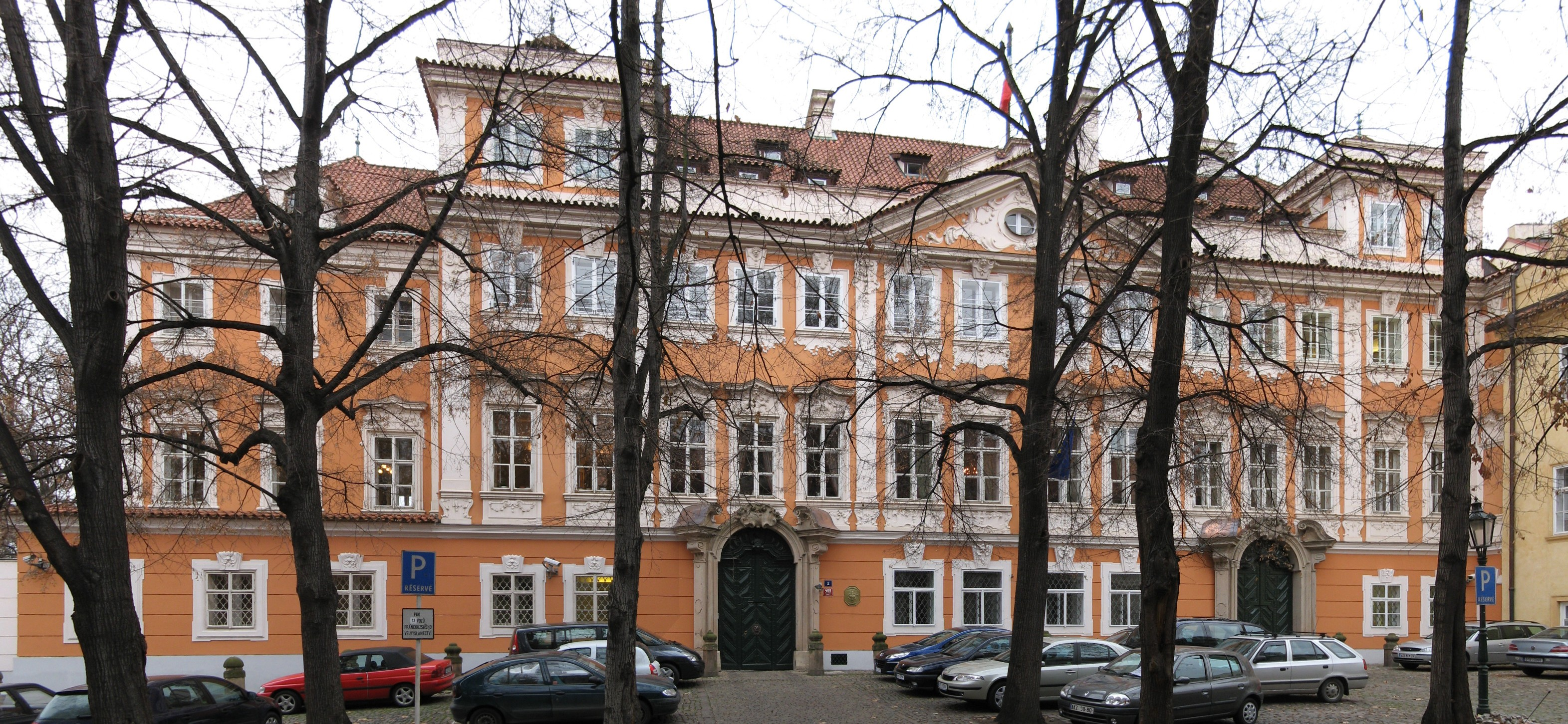
布阔伊宫

布奎宫（捷克語：Buquoyský palác）座落在捷克首都布拉格的市中心，小城区的修道院广场（Velkopřevorské náměstí），靠近康帕岛。该建筑兴建于1738年，为巴洛克风格，现在是法国驻捷克大使馆。该建筑拥有精美的巴洛克式房间，人们可以在在电影《阿玛迪斯》观赏得到。
布阔伊宫是法国建筑师让·巴蒂斯特·马泰（Jean Baptiste Mathey）的作品。